# Ambassade Orchester Wien
Das Ambassade Orchester Wien (AWO) ist ein österreichisches Orchester. Chefdirigent ist seit 2020 Gejza Jurth.

## Geschichte
Das Ambassade Orchester Wien wurde 1999 von Michael Buchmann, Alexander Kaspar und Mitgliedern der Wiener Symphoniker gegründet.
Auslandstourneen führten das Orchester unter anderem in die USA, nach Südamerika, in den arabischen Raum und Japan sowie in verschiedene europäische Länder. Kurz nach der Gründung folgte bereits eine Tournee durch Südamerika, wo das Orchester 24 Open-Air-Konzerte spielte. Das Repertoire erstreckt sich über alle musikalischen Stilrichtungen von Mozart über Brahms bis hin Crossover und Filmmusik sowie Wiener Musik (zum Beispiel Werke der Familie Strauß, Heurigenmusik), Tanzmusik und Heurigenmusik.
Das Orchester arbeitete mit Künstlern zusammen wie zum Beispiel José Carreras, Andrea Bocelli, Vesselin Stoykov, Christian Kolonovits, Otto Brusatti, Aleksey Igudesman, Hyung-Ki Joo, den Wiener Sängerknaben Tiësto, Waris Dirie, Alfons Haider, Uwe Kröger, Erdal Erzincan, Helmut Imig, Christian Schulz, Alexander Lutz, Wolfgang Ambros, Herwig Pecoraro, Renate Holm, Heinz Zednig, Paul Potassy, Heinz Holecek, Willi Weitzel, Lidia Baich, Matthias Fletzberger, Eva Lind und Sarah Brightman.
Mit der Groovemaschine Hot Pants Road Club nahm das Orchester im Studio von Christian Kolonovits die Benefizsingle „Live For The Moment“ auf. Die Aufführung fand am Life Ball 2002 am Wiener Rathausplatz statt. Ein Kinoerlebnis bot das Orchester in Zusammenarbeit mit dem Wiener Konzerthaus und Jeunesse 2003. Zu ausgewählten Filmen von Charlie Chaplin (The Kid & The Idle Class) spielten die Musiker live die Originalmusik von Charlie Chaplin. Gastdirigent war Helmut Imig.
2005 konzertierte das Orchester gemeinsam mit dem Tenor José Carreras in Dubai. Beim Großen Preis von Monaco trat das Orchester 2006 unter anderem vor David Coulthard, Gerhard Berger, George Lucas und Kevin Spacey auf. Während einer Konzert-Tournee durch Japan erfolgte eine Zusammenarbeit mit der bekannten japanischen Rockband „Quruli“. Das Orchester begleitete die Band bei zwei Konzerten im Pacifico Center Yokohama, die dabei entstandenen Aufnahmen wurden 2008 als CD und DVD veröffentlicht.
Peter Steinhardt, der Trompeter des Orchester, nahm mit Wolfgang Ambros bekannte Hans-Moser-Lieder neu auf. Dieses Projekt wurde mit einer Goldenen CD und mit Platin ausgezeichnet. Eine weitere CD-Aufnahme. „Ambros singt Moser – die 2te“ wurde ebenfalls mit Gold ausgezeichnet.
Mit Willi Weitzel, dem Reporter aus der Kinder-Wissenssendung Willi wills wissen, nahm das Ambassade Orchester Wien Sergej Prokofjews musikalisches Märchen Peter und der Wolf auf. Die CD-DVD-Box erschien im Jahr 2010 und enthielt neben der CD eine DVD, auf der Willi Weitzel in kindgerechter Weise erklärt, wie die Musik auf die CD kommt und im Kapitel „Instrumentenkunde“ jedes Instrument einzeln vorstellt.

## Orchesterleiter
- Christian W. Schulz, Chefdirigent
- Aleksey Igudesman, Dirigent und Stehgeiger
- Russel McGregor, Dirigent und Stehgeiger
- Anton Sorokow, Stehgeiger und Konzertmeister
- Nicolas Geremus, 1. Konzertmeister
- Arben Spahiu, Konzertmeister
- Darko Ljubas, Konzertmeister
- seit 2020: Gejza Jurth, Chefdirigent[1]

## Diskografie
- Leichtes Blut, Leitung: Christian W. Schulz (1998)
- Frohe Weihnacht * Merry Christmas. Mit den Wiener Sängerknaben, Leitung: Gerald Wirth (1999)
- Grüß´ mir mein Wien, Leitung: Christian W. Schulz, Rudolf Streicher (2002)
- Niemand glaubt … – Live im Musikverein. Leitung: Aleksey Igudesman (2002)
- life for the moment. Mit Hot Pants Road Club, Leitung: Christian Kolonovits, offizielle Life-Ball-CD 2002 (2002)
- From Broadway to Hollywood. Mit Uwe Kröger, Leitung: Stefan Schrupp (2003)
- Entertainer. Mit Alfons Haider, Leitung: Augustin Lehfuss (2004)
- Ambros singt Moser. Mit Wolfgang Ambros, Leitung: Christian Kolonovits (2005)
- Mediterranean Passion. Mit Jose Carreras, Leitung: David Gimenez (2008)
- Philharmonic or die. Mit der Japanischen Rockband Quruli (2008)
- Peter und der Wolf. Mit Willi Weitzel als Sprecher, Leitung: Guido Mancusi (2010)